# Jack Scanlon
Jack Scanlon (ur. 6 sierpnia 1998 w Canterbury) – angielski aktor dziecięcy. Grał tytułową rolę w filmie Chłopiec w pasiastej piżamie, która była jego debiutem w pełnometrażowym filmie. Obecnie mieszka w Deal wraz z rodzicami i młodszym bratem.